# Православные храмы США

Список храмов автокефальных православных Церквей на территории США.

## Русская православная церковь
- Главный собор — Свято-Николаевский собор в г. Нью-Йорк.
- Единственный монастырь — монастырь святой Марии Египетской в г. Нью-Йорк.

Патриаршие приходы в США включают также следующие храмы:

### Благочиние Атлантических Штатов
Благочиние Атлантических Штатов
| Название                                                                                    | Местоположение             | Изображение |
| Храм Николая Чудотворца (Рединг), Архивная копия от 27 февраля 2011 на Wayback Machine      | Рединг (Пенсильвания)      |             |
| Храм архистратига Михаила (Филадельфия), Архивная копия от 27 июля 2011 на Wayback Machine  | Филадельфия (Пенсильвания) |             |
| Храм Григория Богослова (Тампа), Архивная копия от 28 марта 2013 на Wayback Machine         | Тампа (Флорида)            |             |
| Собор Андрея Первозванного (Филадельфия), Архивная копия от 12 июля 2011 на Wayback Machine | Филадельфия (Пенсильвания) |             |
| Храм Николая Чудотворца (Уилкс-Барре), Архивная копия от 8 февраля 2011 на Wayback Machine  | Уилкс-Барре (Пенсильвания) |             |
| Храм Петра и Павла (Скрентон), Архивная копия от 8 февраля 2011 на Wayback Machine          | Скрентон (Пенсильвания)    |             |
| Свято-Троицкая Церковь (Балтимор), Архивная копия от 28 января 2011 на Wayback Machine      | Балтимор, Мэрилэнд         |             |
| Храм Николая Чудотворца (Честер), Архивная копия от 5 сентября 2011 на Wayback Machine      | Честер (Пенсильвания)      |             |
| Храм Георгия Победоносца (Палмертон)                                                        | Палмертон (Пенсильвания)   |             |

### Благочиние Восточных Штатов
Благочиние Восточных Штатов
- Храм в честь Трех Великих Святителей, Гарфилд (Нью-Джерси)
- Храм Георгия Победоносца, Бейсайд (Куинс)
- Храм Всех Святых в земле Российской просиявших, Пайн-Буш (Нью-Йорк)
- Храм Петра и Павла, Элизабет (Нью-Джерси)
- Собор Петра и Павла, Пассейик (Нью-Джерси)
- Храм Петра и Павла, Манчестер (Нью-Гэмпшир)
- Храм в честь Рождества Иоанна Крестителя, Литл-Фолс (Нью-Джерси)
- Храм Воздвижения Животворящего Креста, Хакетстаун (Нью-Джерси)
- Храм Николая Чудотворца, Бейонн, Нью-Джерси

### Благочиние Центральных Штатов
Благочиние Центральных Штатов
- Храм святителя Иннокентия Иркутского, Рэдфорд (Мичиган)
- Храм Николая Чудотворца, Бруксайд (Алабама)
- Храм Успения Божией Матери, Бэнлд (Иллинойс)
- Церковь Рождества Христова, Янгстаун (Огайо)
- Часовня Николая Чудотворца, Эдинборо (Пенсильвания)
- Церковь Ильи Пророка, Батл-Крик (Мичиган)
- Храм Андрея Первозванного, Ист-Лансинг (Мичиган)
- Храм святителя Иоанна Златоустого, Гранд-Рэпидс (Мичиган)
- Храм Архистратига Михаила, Рэдфорд (Мичиган)

### Благочиние Западных Штатов
Благочиние Западных Штатов
- Свято-Николаевский Собор (Сан-Франциско)  Архивная копия от 23 декабря 2021 на Wayback Machine, Сан-Франциско (Калифорния)
- Церковь Казанской Иконы Божией Матери (Сан-Диего), Сан-Диего (Калифорния)
- Храм Покрова Божией Матери, Мехико (Мексика)

## Русская православная церковь заграницей
Монастыри
- Новодивеевский монастырь — женский монастырь, расположен в местечке Нануэт, в 30 км к северу от Манхэттена.
- Троицкий монастырь — мужской монастырь в Джорданвилле, штат Нью-Йорк.

Храмы

### Айдахо—Джорджия
Айдахо
- Храм преподобного Серафима Саровского, Бойсе

Айова
- Церковь Иоанна чудотворца, Де-Мойн

Алабама
- Нет храмов

Аляска
- Церковь апостола Иакова

Аризона
- Свято-Архангельский храм, Финикс
- Община преподобного Германа Аляскинского, Тусон

Арканзас
- Община Всех святых Америки, Де-Куин

Гавайи
- Приход Иверской Мироточивой Иконы Божией Матери, Гонолулу

Делавэр
- Нет храмов

Джорджия
- Церковь Всех скорбящих Радости, Камминг
- Вознесенский монастырь, Долтон
- Церковь Марии Египетской, Розуэлл

### Иллинойс — Индиана
Иллинойс
- Храм святителя Иннокентия Московского, Карол-Стрим
- Епархиальное управление, Чикагская и Средне-Американская Епархия, Дес-Плейнс
- Покровский кафедральный собор, Дес-Плейнс
- Храм святителя Иоасафа Белгородского, Мадди
- Свято-Bладимирская церковная община, Рок-Сити

Индиана
- Свято-Троицкая церковь, Форт-Уэйн
- Храм Покрова Богородицы, Гошен
- Церковь Георгия Победоносца, Мичиган-Сити

### Канзас — Колумбия
Канзас
- Община Покрова Пресвятой Богородицы, Прери-Виллидж

Кентукки
- Нет приходов

Калифорния
- Церковь Всех Святых в земле Российской просиявших, Берлингейм
- Церковь святого Симеона Верхотурского, Калистога (Калифорния) en:Calistoga, CA
- Домовая церковь Иоанна Кронштадтского, Кастро-Валли
- Община Ксении Петербургской, Конкорд
- Церковь пророка Илии, Даймонд-Спринг
- Свято-Варваринская Миссия, Фуллертон
- Церковь Казанской иконы Богоматери, Гернвилл
- Церковь Покрова Пресвятой Богородицы, Голливуд
- Свято-Троицкая часовня, Дженнер
- Община Успения Пресвятой Богородицы, Лос-Анджелес
- Спасо-Преображенский собор, Лос-Анджелес
- Троицкая церковь, Окснард
- Церковь Покрова Пресвятой Богородицы, Пало-Альто
- Церковь Вознесения Христова, Сакраменто
- Церковь Иоанна Кронштадтского, Сан-Диего
- Церковь преп. Сергия Радонежского, Сан-Франциско
- Старый собор Пресвятой Богородицы «Всех скорбящих Радости», Сан-Франциско
- Кафедральный собор Пресвятой Богородицы «Всех скорбящих Радости» (Сан-Франциско), Сан-Франциско
- Церковь Воскресения Христова, Сан-Франциско
- Церковь Казанской иконы Божией Матери, Сан-Франциско
- Церковь святителя Тихона Задонского, Сан-Франциско
- Епархиальное управление, Западно-Американская Епархия, Сан-Франциско
- Воскресенская церковь, Санта-Барбара (Калифорния)
- Церковь Петра и Павла, Санта-Роза (Калифорния)
- Церковь преподобного Серафима Саровского, Сисайд
- Община Германа Аляскинского, Саннивейл
- Часовня св. Иоанна Милостивого, Уиллитс

Колорадо
- Церковь Всех Святых в земле Российской просиявших, Денвер

Коннектикут
- Церковь велмученика и целителя Пантелеимона, Хартфорд
- Храм новомучеников и исповедников Российских, Норидж
- Свято-Николаевская церковь, Стратфорд
- Сретенская церковь, Стратфорд

Колумбия
- Свято-Иоанно-Предтеченский собор, Вашингтон

### Луизиана — Монтана
Луизиана
- Нет приходов

Мэн
- Церковь Александра Невского, Ричмонд
- Община святителя Иоанна Шанхайскаго и Сан-Францисскаго и часовня иконы Божией Матери «Споручница грешных», Уайтопитлок

Мэриленд
- Преображенская церковь, Балтимор
- Церковь святых апостолов, Белтсвилл

Массачусетс
- Храм Святителя Иоанна Шанхайского, Фреймингхем
- Храм Иоанна Русского, Ипсуич
- Церковь блаженной Ксении, Метьюэн
- Община Христа Спасителя, Миллбери
- Богоявленский храм, Рослиндейл
- Свято-Николаевская церковь, Уэст-Спрингфилд

Мичиган
- Церковь святого равноапостольного Владимира, Анн-Арбор
- Община преподобных Сергия и Германа Валаамских, Атлантик-Майн
- Успенский Собор, Ферндейл
- Церковь Германа Аляскинского, Вудбери
- Община преподобного Серафима Саровского, Лансинг

Миннесота
- Церковь Воскресения Христова;
- Часовня Серафима Саровского и оптинских старцев, Фридли
- Церковь святого великомученика Пантелеймона, Миннеаполис

Миссисипи
- Нет приходов

Миссури
- Община преподобной Марии Египетской, Колумбия
- Церковь святителя Иоанна Златоуста, Хаус-Спрингс
- Церковь Василия Великого, Сент-Луис

Монтана
- Нет приходов

### Небраска — Нью-Йорк
Небраска
- Нет приходов

Невада
- Церковь свв. Царственных Мучеников, Спаркс

Нью-Гемпшир
- Нет приходов

Нью-Джерси
- Часовня великомученика Пантелеимона, Бранчвилл
- Собор Петра и Павла Пассейик
- Покровская церковь, Покровский скит, Буэна
- Церковь Георгия Победоносца, Хауэлл
- Александро-Невский собор, Хауэлл
- Церковь Тихвинской иконы Божией Матери, Хауэлл
- Епархиальное управление, Восточно-Американская епархия, Хауэлл
- Ставропигиальный Свято-Владимирский храм, Джэксон
- Свято-Николаевская церковь, Милвилл
- Покровская церковь, Нью-Брансуик
- Архангело-Михайловская церковь, Ньюарк
- Церковь Казанской Иконы Божией Матери, Ньюарк
- Церковь Косьмы и Дамиана, Пассейик
- Архангело-Mихайловский собор, Патерсон
- Свято-Николаевская церковь, Ред-Банк
- Община преподобномученицы Елизаветы, Роки-Хилл
- Церковь Успения Божией Матери, Трентон
- Свято-Троицкая церковь, Вайнленд

Нью-Йорк (штат)
- Церковь Рождества Богородицы, Олбани (Нью-Йорк)
- Церковь новомучеников и исповедников Российских, Бруклин
- Церковь Иоанна Крестителя, Бруклин
- Церковь Богородицы «Неупиваемая Чаша» и Часовня Иоанна Кронштадтского, Бруклин
- Свято-Николаевская церковь, Эндикотт
- Благовещенская церковь, Флашинг
- Церковь Покрова Богородицы, Глен-Ков
- Церковь Введения во Храм Богородицы, Джеймсвилл
- Скит св. препмуч. Елизаветы, Джорданвилл
- Троицкий монастырь, Джорданвилл
- Новая Коренная Пустынь. Церковь Рождества Пресвятой Богородицы, Махопак
- Успенский женский монастырь, Новодивеевский монастырь, Нануэт
- Церковь Сергия Радонежского, Нью-Йорк
- Троицкая церковь, Нью-Йорк
- Синодальный собор Знамения Божией Матери, Нью-Йорк
- Свято-Отеческая церковь, Нью-Йорк
- Часовня Георгия Победоносца, Нортвилл
- Покровская церковь, Наяк
- Свято-Николаевская церковь, Покипси
- Западнообрядная ставропигиальная церковь Свято-Николаевская церковь, Патнам-Вэлли
- Успенская церковь, Ричмонд-Хилл
- Церковь Покрова Богородицы, Рочестер
- Церковь Серафима Саровского, Си-Клифф
- Часовня иконы Божией Матери «Отрада и Утешение», Спринг-Вэлли
- Община иконы Пресвятыя Богородицы «Нечаянная Радость», Статен-Айленд
- Церковь Иоанна Кронштадтского, Ютика
- Церковь Феодора Тирона и Феодора Стратилата, Уильямсвилл
- Часовня апостолов Петра и Павла, Вудборн

Нью-Мексико
- Община преп. Венедикта, Хобс
- Церковь святой Иулиании Лазаревской, Санта-Фе

### Северная Каролина, Северная Дакота
Северная Каролина
- Церковь иконы Божией Матери «Державная», Шарлотт[3]
- Церковь Николая Чудотворца, Флетчер[англ.][4]
- Троицкая Церковь, Мебейн[англ.][5]

Северная Дакота
- Церковь Всех Святых, Фарго

### Огайо — Орегон
Огайо
- Георгиевская церковь, Цинциннати
- Миссионерская община Святителя Иоанна Шанхайского и Сан-Франциского Чудотворца, Колумбус
- Сергиевский собор, Парма
- Община святителя Тихона, Сандаски
- Храм Казанской иконы Божией Матери, Эрбана
- Собор Святого Феодосия Черниговского, Кливленд

Оклахома
- Храм преподобного Венедикта Нурсийскаго, Оклахома-Сити

Орегон
- Община святого Мартина Турского, Корваллис
- Церковь новомучеников и исповедников Российских (Мулино, Орегон), Мулино
- Община святого Иннокентия Иркутского, Рог-Ривер

### Флорида
Флорида
- Миссионерская община святителя Николая чудотворца, Буннелл
- Община святого апостола Андрея Первозванного, Дейтона-Бич
- Община Христа Спасителя, Хайполюксо
- Скит Честного Креста, Джэксонвилл
- Скит Царской Горы, Джэксонвилл
- Община святых мучениц Веры, Надежды, Любови и Софии, Киссимми
- Свято-Владимирская церковь, Майами
- Церковь Святой Матроны Московской, Дейния-Бич
- Церковь Андрея Стратилата, Сент-Питерсберг
- Миссионерская община святителя Николая чудотворца, Санрайз
- Церковь собора преподобных Оптинских старцев, Уинтер-Гарден

## Православная Церковь в Америке
Монастыри
- Тихоновский монастырь — мужской монастырь, расположен в Саут-Кейнане, штат Пенсильвания.

Храмы
- Свято-Николаевский собор, Вашингтон
- Собор Архангела Михаила, Ситка, штат Аляска
- Собор Святого Феодосия, Кливленд, штат Огайо
- Церковь святого Николая, Джуно, штат Аляска
- Свято-Троицкая церковь, Чикаго, штат Иллинойс
- Храм святых Жен-Мироносиц, Сакраменто, штат Калифорния